# Escultura humorística de Pedro Macau
A Escultura humorística de Pedro Macau localiza-se no Lugar de Porreiras, freguesia de Barbeita, Monção.
Pedro Macau era um Galego, capataz da empresa Marques de Riestra e Mon, responsável pela construção das obras de arte na via férrea de Ourense a Vigo.
Entre os pedreiros das obras, estava Francisco Luís Barreiros, português de Barbeita, que tinha a seu cargo mais alguns trabalhadores portugueses.
A relação de Pedro Macau e Luís Barreiros era de permanente conflito, pois o capataz não queria que o Mestre trabalhasse com uma equipa Portuguesa, e estes deixaram de respeitar a sua autoridade.
Durante a construção da ponte da Breia, surge um desentendimento entre a companhia empregadora e os pedreiros, provocado por Pedro Macau. Como resultado os portugueses foram expulsos da companhia.
Estes como vingança executam uma estátua como recordação dos hediondos malefícios do Macau, que é exibida em cima do portal da sua residência.
A estátua representa Pedro de plainas até à rótula, o joelho esquerdo em cima da pianha, à caçador, bigode e pera de Lucifer, farda de trintanário medieval de barrete na cabeça. O ombro esquerdo fica a suportar a trava da latada do quinteiro.
Por baixo da estátua, foram gravados uns versos dedicados a Pedro Macau e ao alcaide de Las Nieves.

“
"Eu sou o Pedro Macau,

E às costas tenho um pau,

E vejo de riba do portal,

Passar por aqui muito galego,

Uns de focinho branco,

Outros, de focinho negro.

E todos vêm meu mal

Ninguem me tira deste degredo.
Nem Don Alcaide das Nieves,

Que por ser um bom rapaz,

Só queimado em água rás

Anda de Penedo em penedo,

A tremer cheio de baba,

Como burra de Don Braz,

À espera de cevada."
"Ó Macau lobo-cerval,

Anda ver o teu retrato

aqui em riba do portal!

Tens a cara dum mulato

E, sendo assim tão guapo,

anda à porreira, anda cá,

Comeste por rã um sapo.

Anda à Porreira anda cá,

Vem que aqui também os há.

Anda ver biltre se gostas.

(Joelho em terra, à caçador)

De levar a trave às costas

Como o mais vil malfeitor!

E aqui em Riba de Mouro, 

Estás preso e bem seguro!"”

— Francisco Luís Barreiros
Além da escultura de Pedro Macau, a família Barreiros foi responsável pela construção do Cruzeiro da Ponte do Mouro, a torre da capela de São Felix, a ponte nova sobre o rio Mouro, as imagens do escadório da Santuário de Nossa Senhora da Peneda, a capela-mor dos Bonfim e o solar dos brasileiros em Sistelo.